# Heidbach (Wulka)
Der Heidbach ist ein rechter Zufluss der Wulka im Burgenland in Österreich. Er entspringt in Forchtenstein unweit der Katastralgemeinde Rosalia und fließt von dort bis zur Zufahrtsstraße zum Badestausee Forchtenstein, welchen er speist, durch bewaldetes Gebiet. Unterhalb des Badestausees fließt der Heidbach als Abfluss bzw. Überlaufgerinne des Badestausees teils oberirdisch, teils in unterirdischen Rohren durch den Mobilheimplatz Forchtenstein, und mündet in weiterer Folge nahe dem Forchtensteiner Gewerbegebiet von rechts in die Wulka.